# Вышка (деревня, Ярославская область)
Вышка — деревня в Брейтовском районе Ярославской области. Входит в состав Брейтовского сельского поселения.

## География
Находится в северо-западной части Ярославской области на расстоянии приблизительно 9 км на юго-запад по прямой от административного центра района села Брейтово.

## История
Была отмечена на карте уже только 1980-х годов.

## Население
Численность населения: 3 человека (русские 100 %) в 2002 году, 0 в 2010.